# The Mystery of Time
The Mystery of Time (med undertiteln A Rock Epic) är det tyska symfoniska power metal-projektet Avantasias sjätte studioalbum, utgivet i mars 2013 på Nuclear Blast Records och i Japan på Avalon.
Singeln "Sleepwalking" föregick albumet, till vilken det också spelades in en musikvideo.

## Låtlista
1. "Spectres" – 6:09
2. "The Watchmakers' Dream" – 4:14
3. "Black Orchid" – 6:52
4. "Where Clock Hands Freeze" – 4:35
5. "Sleepwalking" – 3:52
6. "Savior in the Clockwork" – 10:40
7. "Invoke the Machine" – 5:30
8. "What's Left of Me" – 5:07
9. "Dweller in a Dream" – 4:45
10. "The Great Mystery" – 10:03

Bonusspår på den japanska utgåvan
1. "The Cross and You" – 4:19
2. "Death Is Just a Feeling" (Alternative version) – 5:22

## Medverkande
- Tobias Sammet – sång, basgitarr
- Sascha Paeth – leadgitarr, rytmgitarr
- Michael Rodenberg – keyboard, piano
- Russell Gilbrook – trummor

### Gästartister
Gitarr
- Bruce Kulick (medverkar på spår 3, 6, 10)
- Oliver Hartmann (medverkar på spår 4, 7)
- Arjen Anthony Lucassen (medverkar på spår 2)

Orgel
- Ferdy Doernberg (medverkar på spår 2)

Orkester
- Deutsches Filmorchester Babelsberg

Sångare
- Cloudy Yang (medverkar på spår 5)
- Bob Catley (medverkar på spår 10)
- Michael Kiske (medverkar på spår 4, 6, 9)
- Biff Byford (medverkar på spår 3, 6, 10)
- Ronnie Atkins (medverkar på spår 7)
- Eric Martin (medverkar på spår 8)
- Joe Lynn Turner (medverkar på spår 1, 2, 6, 10)